# شتیفتر ۷۱۲۷
سیارک ۷۱۲۷ (به انگلیسی: 7127 Stifter، نامگذاری:1991RD3) هفت هزار و صد و بیست و هفتمین سیارک کشف شده‌است که در ۹ سپتامبر ۱۹۹۱ کشف شد.
قدر مطلق سیارک برابر ۱۳٫۷۰ است.